# Новый Орлеан
Но́вый Орлеа́н (англ. New Orleans [nuː ˈɔrliənz] или [nuː ɔrˈliːnz], местн. [nuː ˈɔrlənz] или [ˈnɔrlənz], фр. La Nouvelle-Orléans [la nuvɛlɔʁleˈɑ̃]) — крупный портовый город в США, самый густонаселённый город штата Луизиана. По переписи 2000 года в городе проживало 484 674 жителя (с агломерацией — 1 337 726). После разрушительного урагана «Катрина» осенью 2005 года его население сократилось и по данным на 2008 год составляло 311 853 жителя. До урагана «Катрина» Орлеанский приход был самым населённым приходом в Луизиане. Сейчас он занимает третье место по количеству населения, уступая соседним приходам Джефферсон и Ист-Батон-Руж.
Яркой отличительной чертой города является смешанная франко-испанская креольская архитектура, взаимопроникновение культур и многоязыковое наследие. Новый Орлеан знаменит своей кухней, музыкой (в частности, считается родиной джаза), а также ежегодными фестивалями и карнавалами (среди которых и знаменитый Марди Гра). Город часто называют одним из наиболее самобытных в Соединённых Штатах.
Новый Орлеан располагается на юго-востоке Луизианы на обоих берегах реки Миссисипи вблизи её впадения в Мексиканский залив. Сердце города — французский квартал на северном берегу. Город объединён с приходом Орлеан в единую административную единицу.

## История

### Истоки
Историческая принадлежность:
 Королевство Франция 1718–1763
 Королевство Испания 1763–1802
 Первая Французская республика 1802–1803
 Соединённые Штаты Америки 1803–1861
 Республика Луизиана 1861
 Конфедеративные Штаты Америки 1861–1862
 Соединённые Штаты Америки 1862–н.в.
Новый Орлеан был основан весной 1718 года французской «Компанией Миссисипи» по указу Жан-Батиста Ле Муана де Бьенвиля на землях народа Читимача. Он был назван в честь бывшего на тот момент регентом Франции Филиппа II, герцога Орлеанского, чей титул происходит от французского города Орлеан.
Французская колония была уступлена Испанской империи по секретному Договору в Фонтенбло (1762). Узнав об этом лишь в 1764 году, французские колонисты не признали соглашение и прогнали испанского губернатора в ходе восстания в 1768 году. Однако вскоре восстание было подавлено и в 1769 году над городом был поднят испанский флаг.
Во время Войны за независимость США Новый Орлеан являлся важным портом, оказывавшим помощь повстанцам путём контрабанды товаров и транспортировки военной экипировки и припасов вверх по течению Миссисипи. В 1779 году Бернардо де Гальвес успешно провёл из города так называемую «южную кампанию» против британцев. Новый Орлеан (или Nueva Orleans по-испански) оставался под властью испанской короны до 1803 года, когда вновь ненадолго вернулся под французское правление. Практически вся сохранившаяся архитектура Vieux Carré (французский квартал) была построена во времена испанского правления, за исключением Женского монастыря урсулинок.

### Территория США
Наполеон продал Луизиану США в 1803 году — эта сделка стала известна как «Луизианская покупка». После этого город начал быстро расти с притоком американцев, французов, креолов и африканцев. Более позднюю волну иммиграции составили ирландцы, немцы и итальянцы. Сахарный тростник и хлопок, культивируемые на крупных плантациях с применением рабского труда, стали основным источником дохода того времени.

### Битва за Новый Орлеан
Во время финального эпизода Англо-американской войны 1812—1815 годов британцы попытались отбить Новый Орлеан, отправив контингент из 11 000 человек. Несмотря на большие сложности, генерал Эндрю Джексон при поддержке американского флота сумел объединить силы, в состав которых вошли ополченцы из Луизианы и Миссисипи (в том числе свободные цветные люди), военнослужащие армии США, большой контингент ополчения штата Теннеси, стрелки из Кентукки, воины Чокто и местные каперы (последние шли в бой под командованием пирата Жана Лафита). 8 января 1815 года состоялась битва за Новый Орлеан — британским войскам под командованием сэра Эдварда Пакенхэма было нанесено сокрушительное поражение.

### Порт
До гражданской войны порт Нового Орлеана имел большое значение в трансатлантической работорговле. Через порт проходили шедшее на экспорт сырьё из внутренних областей континента и импортируемые из других стран товары, которые складировались и перегружались на более мелкие суда и распространялись по всему течению Миссисипи. Река была заполнена пароходами, лодками и парусниками. Несмотря на свою главенствующую роль в работорговле, в это же время Новый Орлеан был оплотом для самого крупного и благополучного сообщества свободных цветных людей в США — представителей среднего класса, зачастую хорошо образованных и владеющих собственностью.

### Рабство и иммиграция
После покупки Луизианы в город хлынула волна американцев английского происхождения. В течение 1830-х годов население города удвоилось и к 1840 году Новый Орлеан стал третьим по численности городом США, а также самым богатым среди них. Немецкие и ирландские иммигранты начали прибывать в 1840-х годах, в основном устраиваясь портовыми рабочими. К этому времени законодатели штата ввели множество ограничений на дарование свободы рабам, практически сведя на нет эту практику к 1852 году.
В 1850-х годах положению белого франкоязычного населения ничего не угрожало, и оно оставалось весьма энергичным сообществом. Обучение на французском языке велось в двух из четырёх школьных районов города (все они были белыми). В 1860 году в городе насчитывалось 13 000 свободных цветных людей (фр. gens de couleur libres) — представителей класса свободных граждан, по большей части смешанного происхождения, который разросся во время французского и испанского правления. Согласно переписи, 81 % населения относилось к мулатам — обобщённому термину для обозначения различной степени смешения этносов. По большей части относясь к франкоязычной группе, они были ремесленниками — образованным и профессиональным классом афроамериканцев. Большинство чёрного населения все ещё находилось в рабстве — их использовали как прислугу, портовых рабочих, подмастерий, но главное — для работы на многочисленных сахарных плантациях, раскинувшихся в округе.

### Гражданская война
Как и опасалась элита креольского населения города, Гражданская война полностью перевернула уклад их жизни. В 1862 году, после сражения при фортах Джексон и Сен-Филип, город был оккупирован флотом северян под командованием Бенджамина Батлера — видного государственного юриста из массачусетского ополчения. Позднее жители Нового Орлеана прозвали его «зверем Батлером» из-за выпущенного им приказа: при занятии города его войска были встречены негодованием и открытой враждебностью со стороны женщин-южанок, что даже приводило к стычкам на улицах, после чего он издал приказ, согласно которому при повторении подобных ситуаций таких дам будут рассматривать как проституток.
Батлер также отменил преподавание французского языка в школах города. Введённые по всему штату меры в 1864-м, а затем уже после войны в 1868 году ещё больше укрепили политику использования одного лишь английского языка. К моменту официального закрепления господствующего положения английского языка он уже и так доминировал в сфере бизнеса и чиновничества. К концу XIX столетия использование французского языка пошло на спад. Новая волна иммиграции итальянцев и немцев также оказала влияние на этот процесс. Несмотря на это, к 1902 году «четверть населения города использовала французский язык в своём повседневном общении, а ещё две четверти превосходно понимали французский». К 1945 году многие женщины креольского происхождения (в основном старшего поколения) совсем не говорили по-английски. Последняя крупная франкоязычная газета L’Abeille de la Nouvelle-Orléans («Новоорлеанская пчела») закрылась 27 декабря 1923 года — спустя 96 лет после начала своей деятельности.
Так как город был захвачен в самом начале войны, ему удалось избежать масштабных разрушений, причинённых многим другим городам американского юга. Армия Союза постепенно установила контроль над побережьем, а также над регионом к северу вдоль течения Миссисипи. В результате южная часть Луизианы была исключена из прокламации об отмене рабства президента Авраама Линкольна (которая в первую очередь была военной мерой, направленной против территорий под контролем Конфедерации). Большое количество бывших рабов из сельской местности и некоторое количество свободных цветных горожан вступили в ряды первого чернокожего полка, созданного во время войны. Под командованием бригадного генерала Даниэля Ульмана (1810—1892) они стали известны как «Corps d’Afrique» (хотя это название появилось до войны и применялось к отрядам свободных цветных людей, а новая группа главным образом состояла из бывших рабов). Позже в дополнение к ним были сформированы «цветные войска США», к концу войны игравшие в ней всё большую роль.
14 сентября 1874 года Белая лига, террористическая организации, состоявшей в основном из ветеранов Конфедерации, подняла мятеж в Новом Орлеане. Повстанцы удерживали здание правительства штата, склад оружия и часть центра города в течение трёх дней, отступив до прибытия федеральных войск.

### XX век
Зенит населения и экономики Нового Орлеана по отношению к другим южным городам пришелся на период перед началом гражданской войны. С середины XIX века быстрый экономический рост начал влиять на все сферы жизни, однако ведущее значение Нового Орлеана на фоне других городов неуклонно снижалось. Развитие сетей железных дорог и шоссе ударило по речному трафику, перенаправив потоки товаров на другие транспортные коридоры и рынки.
К середине XX века новоорлеанцы ясно почувствовали, что их город больше не является самым передовым городом Юга. К 1950 году Хьюстон, Даллас и Атланта обогнали Новый Орлеан по размерам, а в 1960 году его затмил и Майами, даже несмотря на то, что население Нового Орлеана достигло своего исторического максимума.
Как и в случае с другими старыми американскими городами, строительство шоссе и развитие пригородов способствовало переселению жильцов из центра города в новые жилые кварталы за его пределами. Перепись 1970 года зафиксировала рекордное снижение населения с тех пор, как город стал частью США. Агломерация Большого Нового Орлеана продолжала расти, но медленнее, чем в других основных городах «солнечного пояса». Хотя значение порта и оставалось высоким, автоматизация и переход на контейнерные перевозки лишили множество людей их рабочих мест. Экономика Нового Орлеана всегда была более ориентированной на торговлю и финансовые услуги, чем на промышленное производство, однако даже его небольшие производственные мощности серьёзно сократились после Второй мировой войны. Несмотря на некоторые экономические успехи городских властей при мэрах Моррисоне (1946—1961) и Широ (1961—1970), рост агломерации всё равно отставал от более энергичных городов.
Дважды (1950 и 1996) город был награждён премией «All-America City Award» (с англ. — «Всеамериканский город») присуждаемой Национальной гражданской лигой, которую неофициально называют «Нобелевской премией за конструктивное гражданство» и которая выдается за активную гражданскую позицию жителей некорпоративных сообществ Соединённых Штатов в жизни местного самоуправления.

### XXI век

#### Ураганы «Катрина» и «Ида»
Последствия урагана «Катрина», обрушившегося на Новый Орлеан в конце августа 2005 года, были катастрофическими. По мере продвижения урагана со стороны Мексиканского залива произошёл коллапс федеральной системы защиты от наводнений, не выдержавшей натиска стихии, что повлекло крупнейшую катастрофу в области гражданской инженерии за всю американскую историю. Перегородки и шлюзы, строившиеся и несистемно обновлявшиеся инженерными войсками США с 60-х годов, не справились с превышением расчётной нагрузки, что привело к затоплению 80 % города. Организационные мероприятия были непродуманными и включали в себя, в частности, размещение командных центров в затапливаемых зонах: как и транспорт Нацгвардии, мобильный центр утонул на месте, а основной центр на верхнем этаже городской ратуши не был оборудован дизель-генераторами и связью. Самым технически подготовленным оказался Департамент дикой природы и рыболовства, подготовивший 200 лодок, для сравнения, пожарная служба из пяти имеющихся смогла подготовить 3 лодки. К моменту приближения урагана к городу большинство его жителей уже были эвакуированы, несмотря на запоздалое оповещение и остановку общественного транспорта. Десяткам тысяч жителей, решившим остаться, пришлось дожидаться помощи спасателей или проследовать к пунктам помощи при чрезвычайных ситуациях, которыми стали Луизиана Супердоум и конференц-центр Morial. Всего погибло 1407—1600 человек.
В августе 2021 года на Новый Орлеан обрушился ураган 4 категории «Ида», ставший сильнейшим ураганом, затронувшим город после 2005 года. Порывы ветра достигали 280 км/ч, воздействие урагана вызвало обширные наводнения и привело к гибели 26 человек в штате Луизиана, не менее 30 человек пострадали.

#### Устранение последствий катаклизма
Учитывая масштаб разрушений, многие жители решили обосноваться за пределами города. В ходе работ по восстановлению наиболее пострадавших районов оказывалась поддержка на всех уровнях: местном, уровне штата и федеральном. В июле 2006 года бюро переписи оценило население в 223 000 жителей; следующая оценка зафиксировала приток 32 000 горожан к марту 2007 года — 255 000 жителей или 56 % от уровня населения до урагана Катрина.
Возобновились основные туристические мероприятия, обеспечивающие заметную часть городского бюджета. Крупные ежегодные мероприятия, такие как карнавал Марди Гра или New Orleans Jazz & Heritage Festival — не отменялись вовсе.

## Культура и полиэтничность
В XVII—XVIII веках родственные по духу французская и испанская культуры, равно как и общая католическая религия формировали характер местной культуры, впитывавшей в себя наряду с элементами романских традиций многие черты вест-индийского фольклора. Поскольку местное население больше склонялось в сторону Франции, чем Испании, французские элементы преобладали над испанскими.
В XIX веке старые французские культурные традиции не исчезли, но особым образом смешались с элементами североамериканской протестантской культуры. Очень скоро Новый Орлеан стали называть Парижем Нового Света. Здесь прежние чернокожие рабы жили вместе с более поздними переселенцами из Африки или французской части Вест-Индии. Здесь жили и перемешивались поколения белых и чёрных: французские и испанские креолы, американские переселенцы из Виргинии и Кентукки. Здесь были и шотландцы, и ирландцы, заправлявшие внутренней и внешней торговлей, авторитетные французские граждане и, наконец, испанцы, большая часть которых занималась торговлей. Креолы считали себя первым сословием города и старательно оберегали французские обычаи и традиции. Однако после отмены рабства они постепенно были низведены до положения обычных чернокожих афроамериканцев.
Прозвища — «Город-полумесяц» (англ. Crescent City), «Большая простота» (англ. Big Easy) и «Беззаботный город» (англ. City that Care Forgot); неофициальный девиз — «Пусть текут хорошие деньки» (фр. Laissez les bons temps rouler). Считается колыбелью джаза, родина Луи Армстронга. Место многочисленных джазовых фестивалей. В Новом Орлеане происходит действие популярного американского телесериала «Первородные», а также популярной народной песни «The House of the Rising Sun» и известного сатирического романа обладателя Пулитцеровской премии Джона Кеннеди Тула «Сговор остолопов».
Во Французском квартале Нового Орлеана Южный Декаданс ежегодно проводится недельный ЛГБТ фестиваль, ориентированный преимущественно на мужчин-геев, накануне празднования Дня Труда (первый понедельник сентября).

## География
Новый Орлеан расположен на берегах Миссисипи, примерно в 169 км вверх по реке от Мексиканского залива и к югу от озера Пончартрейн. Общая площадь города составляет 907 км², из которых только 468 км² являются сушей. Изначально город находился под защитой естественных плотин, либо был построен на возвышенных местах вдоль реки Миссисипи. После закона «О борьбе с наводнениями» 1965 года (Flood Control Act of 1965) инженерными войсками США были возведены дамбы, охватывающие обширный географический регион, в том числе ту местность, где ранее были болота. Возможно, именно это человеческое воздействие и привело к проседанию территории, впрочем, это до сих пор является предметом дискуссий.
По данным исследований Тулейнского университета и университета Хавьер, сегодня лишь около 51 % территории Нового Орлеана находится на уровне моря либо выше уровня моря. При этом наиболее густонаселённые районы обычно находятся выше. Средняя высота города составляет около 0,5 м ниже уровня океана, в то же время в зависимости от района высота меняется от 6 м выше уровня моря до 2 м ниже уровня моря.

### Климат
Климат Нового Орлеана субтропический влажный, с короткой, преимущественно мягкой зимой и жарким, влажным летом. Средняя температура утра в январе составляет около 6 °C, а дневной максимум около 17 °C. В июле же средний минимум 23 °C и 33 °C средний максимум. Минимальная температура была зарегистрирована 13 февраля 1899 года и составила −14 °C, а максимальная 22 августа 1980 года достигла 39 °C. Среднегодовое количество осадков около 1,630 мм, причем летние месяцы самые влажные, а октябрь самый сухой. Осадки зимой обычно сопровождают прохождение через город холодного фронта.
| Показатель                    | Янв. | Фев. | Март | Апр. | Май  | Июнь | Июль | Авг. | Сен. | Окт. | Нояб. | Дек.  | Год   |
| ----------------------------- | ---- | ---- | ---- | ---- | ---- | ---- | ---- | ---- | ---- | ---- | ----- | ----- | ----- |
| Абсолютный максимум, °C       | 28,3 | 29,4 | 31,6 | 33,3 | 35,5 | 38,3 | 38,3 | 38,8 | 38,3 | 34,4 | 30,5  | 28,8  | 38,8  |
| Средний суточный максимум, °C | 16,6 | 18,5 | 22,0 | 25,6 | 29,5 | 31,8 | 32,8 | 32,8 | 30,7 | 26,6 | 22,0  | 17,8  | 25,6  |
| Средняя температура, °C       | 11,6 | 13,4 | 16,7 | 20,3 | 24,5 | 27,2 | 28,2 | 28,2 | 26,2 | 21,5 | 16,7  | 12,8  | 20,6  |
| Средний суточный минимум, °C  | 6,6  | 8,4  | 11,5 | 15,0 | 19,5 | 22,6 | 23,6 | 23,6 | 21,7 | 16,5 | 11,5  | 7,8   | 15,7  |
| Абсолютный минимум, °C        | −10  | −8,8 | −3,8 | 0,0  | 5,0  | 10,0 | 15,5 | 15,5 | 5,5  | 1,6  | −4,4  | −11,6 | −11,6 |
| Норма осадков, мм             | 130  | 134  | 114  | 116  | 116  | 201  | 152  | 155  | 130  | 90   | 114   | 134   | 1592  |
| Источник: NWS                 |      |      |      |      |      |      |      |      |      |      |       |       |       |

## Население
По данным переписи 2010 года население Нового Орлеана составляет 343 829 человек. Этнический состав: афроамериканцы (60,2 %); белые (30,5 %); латиноамериканцы (5,2 %); азиаты (2,9 %); представители двух и более рас (1,7 %). Из лиц латиноамериканского происхождения 1,3 % являются мексиканцами; 1,3 % — гондурасцами; 0,4 % — кубинцами; 0,3 % — пуэрториканцами и 0,3 % — никарагуанцами. Азиатское население города включает вьетнамцев (1,7 % от общего населения Нового Орлеана); индийцев (0,3 %); китайцев (0,3 %); филиппинцев (0,1 %) и корейцев (0,1 %).
По последним данным до урагана Катрина на 2005 год население города составляло 454 865 человек. По данным исследований Тулейнского университета и Калифорнийского университета в Беркли, в Новом Орлеане проживает от 10 до 14 тысяч нелегальных иммигрантов, значительная часть которых из Мексики.

## Промышленное значение
Один из крупнейших портов США. Центр нефтяной промышленности. Со второй половины XX века экономическое значение города стало падать, и его население начало сокращаться.

## Спорт
В Новом Орлеане базируется две команды из высших спортивных лиг США — «Нью-Орлеан Пеликанс», выступающая в Национальной баскетбольной ассоциации, и «Нью-Орлеан Сэйнтс» из Национальной футбольной лиги. В других лигах город представлен командами «Нью-Орлеан Зефирс» из низшей бейсбольной лиги Тихоокеанского побережья, «Нью-Орлеан Вуду» из чемпионата по американскому футболу в закрытых помещениях, а также женским футбольным клубом «Луизиана Джаз». С 1997 по 2002 год в городе выступала хоккейная команда Нью-Орлеан Брасс из ECHL. Местными предпринимателями также рассматривалась возможность основания в Новом Орлеане клуба MLS.
Главным спортивным сооружением города является «Мерседес-Бенц Супердоум» — домашний стадион «Сэйнтс», место проведения Шугар Боула и других мероприятий. На стадионе семь раз проходил финальный матч НФЛ — Супербоул (1978, 1981, 1986, 1990, 1997, 2002 и 2013) и по этому показателю сооружение является рекордсменом среди стадионов НФЛ. Ещё одним крупным спортивным сооружением города является «Смути Кинг-центр» — домашняя арена «Пеликанс», «Вуду», а также место проведения многих мероприятий. На ипподроме Нового Орлеана проходят одни из старейших скачек в стране — Fair Grounds Race Course. Соревнования студенческих команд проходят в «Лейкфронт-арене».
Ежегодно в Новом Орлеане проходят одни из решающих студенческих футбольных матчей — Шугар Боул и Нью-Орлеан Боул, а также один из турниров PGA Tour Zurich Classic. Кроме Супербоулов, в городе также проходили другие крупные спортивные мероприятия, такие как Арена Боул, матч всех звёзд НБА, финальная игра студенческого чемпионата по американскому футболу, Финал Четырёх NCAA. Кроме того, в городе ежегодно проходит марафон Rock ‘n’ Roll Mardi Gras, гонка на 10 км Crescent City Classic, а также ещё два забега.

## Города-побратимы
- Франция: Жуан-ле-Пен
- Австрия: Инсбрук
- Венесуэла: Каракас, Маракайбо
- Япония: Мацуэ
- Мексика: Мерида
- Канада: Монреаль
- Республика Конго: Пуэнт-Нуар
- Аргентина: Сан-Мигель-де-Тукуман
- Гондурас: Тегусигальпа
- Австралия: Холдфаст-Бей
- Грузия: Батуми

## Образ в искусстве

### Музыка
- Песня «Brown Sugar» группы «The Rolling Stones».
- Песня «Medley (Yell Help/Wednesday Night/Ugly)» на слова Берни Топина в исполнении Элтона Джона.
- Текст песни The House of the Rising Sun описывает жизнь в Новом Орлеане.
- Альбом «I Want to Die in New Orleans» группы «Suicideboys».
- Песня «New Orleans is a Dying Whore» группы «Down»

#### Кино
- События фильма «Загадочная история Бенджамина Баттона» происходят во время бушующего в городе урагана «Катрина».
- События сериала «Тримей» начинаются через три месяца после урагана «Катрина», когда музыканты, повара и другие жители Нового Орлеана пытаются восстановить свою жизнь, свои дома, свою уникальную новоорлеанскую культуру.
- Демон-оверлорд Аластор из мультсериала «Отель Хазбин» до своей смерти жил в Новом Орлеане и был серийным убийцей.
- События мультфильма «Принцесса и лягушка» студии «Дисней» происходят в Новом Орлеане в разгар карнавала Марди Гра.
  - Чаще упоминается в сериале «Древние»(Первородные), особенно французский квартал.
- События в сериале «Первородные» («Древние») происходят в Новом Орлеане.